# Perrucha, die Tochter der Nacht
Perrucha, die Tochter der Nacht (Originaltitel L’Épave (deutsch sinngemäß Strandgut oder Wrack)) ist ein französisches Filmdrama von 1949 unter der Regie von Willy Rozier, der den Roman Chansons Flamenca, den Jean Caubet unter dem Namen Jean Colet schrieb, adaptierte und auch die Drehbuchdialoge verfasste. Die Hauptrollen sind besetzt mit Françoise Arnoul, André Le Gall, Aimé Clariond und René Blancard.

## Handlung
Als das spanische Mädchen Perrucha an einem nebligen Herbstabend mit einem Fischkutter an der französischen Küste bei Marseille ankommt und müde die Landstraße entlanggeht, hält eine große Limousine neben ihr, die sie nach Marseille in die Villa eines freundlichen älteren Herrn bringt. Es gibt Champagner und während Musik ertönt, erzählt Marcadier, so der Name des älteren Herrn, wie er sich die weitere Zukunft Perruchas vorstellt. Eigentlich möchte die junge Frau nur tanzen. Marcadier bietet ihr die Möglichkeit, in einem Kabarett in Marseille aufzutreten. Für seine Hilfe verlangt er jedoch einen Preis, den Perrucha nicht bereit ist zu zahlen.
Daraufhin fährt Perrucha weiter und landet in Toulon. Dort befindet sich eine zweitklassige, dreckige Seemannskneipe, das „Tabarin“, in der Perrucha die Möglichkeit erhält aufzutreten. Während sie singt und tanzt, fliegen Stühle durchs Lokal und der Mob zeigt sein hässliches Gesicht. Eine Show dient beispielsweise dazu, einen Berserker mit Tomaten auf Mädchen schießen zu lassen, die sich weigern, sich auszuziehen. Perrucha, die auch Teil dieser Show ist, widersetzt sich beharrlich der Forderung nach Nacktheit, nachdem sie getroffen wurde. Im Publikum befindet sich auch der Tiefseetaucher Mario, ein bärenstarker Mann, der den Berserker in seine Schranken weist. Beim Kampf zwischen den Männern geht das Inventar der Bar zu Bruch. Deren Besitzer verlangt von Perrucha, dass sie sich fortan, ebenso wie die anderen Mädchen, auszuziehen hat. Perrucha denkt jedoch gar nicht daran und schmeißt ihren Job hin. Als Mario sie mit zu sich nimmt, erkennt er schnell, dass Perrucha anders ist, als die Mädchen, die er bisher zu sich eingeladen hat.  Perrucha läuft davon und legt sich in der Wartehalle des nahen Bahnhofs auf eine Bank zum Schlafen. Als sie wieder erwacht, sieht sie zu ihrem Erstaunen, dass Mario ihr Gesellschaft leistet. Berührt von seiner Sorge um sie, bleibt sie bei ihm und findet an seiner Seite so etwas wie Geborgenheit. Mario respektiert Perrucha und stellt mit Erstaunen fest, dass er sich ernsthaft in sie verliebt hat. Als Perrucha Toulon wieder verlassen will, holt er sie kurzerhand aus dem fahrenden Zug. 
Mario will, dass Perrucha glücklich bei ihm ist, er kauft ihr Kleider und mietet sogar ein kleines Häuschen am Bahndamm. Um die Schulden, die er für Perrucha gemacht hat, abtragen zu können, übernimmt er die Aufgabe, für ein Bergungs-Unternehmen nach dem Wrack eines über 70 m tief liegenden Schiffes zu tauchen, obwohl dies mehr als riskant ist. Dabei passiert es, dass er ohnmächtig wird und aus Mund und Nase blutet, als man ihn nach oben zieht. Er wird ins Marseiller Krankenhaus eingeliefert, wo er drei Wochen verbleiben muss und zunächst keine Möglichkeit sieht, Perrucha umgehend eine Nachricht zukommen zu lassen.
Perrucha ihrerseits hält jeden Morgen am Fenster Ausschau nach Mario. Marios angeblich bester Freund Raymond spielt nicht nur Perrucha, sondern auch Mario übel mit, indem er Perrucha erzählt, dass Mario weggegangen sei ohne eine Adresse zu hinterlassen. Alle Nachrichten, die Mario Perrucha zukommen lassen will, bringt er an sich, ohne dass Perrucha sie zu Gesicht bekommt. Auf der anderen Seite beginnt er damit, Mario Lügen über Perrucha aufzutischen. Sein Motiv ist simpel, er glaubt fest daran, dass Perrucha nicht die Richtige für seinen Freund ist und dieser etwas Besseres verdient habe.
Perrucha zieht nach einer Weile mit Hilfe des wieder aufgetauchten Marcadier in eine andere Stadt und stürzt sich in ihre Karriere. Es dauert nicht lange und sie wird sowohl im Rundfunk gespielt als auch für exklusive Musikabende gebucht. Als eine ihrer Tournéen sie zurück nach Toulon bringt, wo eine Sondervorstellung im „Tabarin“ ansteht, sitzt Mario im Publikum. Er ist kaum wiederzuerkennen, wirkt zerfahren und eingefallen. Er hat alles verloren, auch seinen Beruf als Taucher kann er nicht mehr ausüben. Als er mehr zufällig erfährt, dass Perrucha in einer nahegelegenen Villa, die einem Bankier gehört, allein einige Urlaubstage verbringt, kann er nicht anders und begibt sich dorthin. Er versucht alles, um Perrucha davon zu überzeugen, dass sie zu ihm zurückkehren müsse. Die von Raymond gesäten Intrigen, zeigen jedoch ihre Wirkung. Als Perrucha sich beharrlich weigert, wieder zu ihm zurückzukehren, geht die Verzweiflung mit ihm durch und er würgt die Frau, die ihm alles bedeutet so heftig, dass sie ohnmächtig zu Boden sinkt. Im Glauben, Perrucha getötet zu haben, schleppt Mario sich mit letzter Kraft zu seinem Tauchboot zurück, um noch einmal, ein letztes Mal, in die Tiefe abzutauchen.
Als Perrucha nach kurzer Zeit wieder zu sich kommt, gilt ihr erster Gedanke Mario, der ihr im Laufe des Gesprächs angekündigt hat, dass er tauchen und seinen Luftschlauch sodann durchtrennen werde, da er so nicht weiterleben könne und wolle. Alles, was sie denken kann, ist, dass sie ihn um jeden Preis retten muss. Und so eilt sie mit einigen Kollegen Marios, die sie zusammengerufen hat, zu dessen Boot. Mario hat sein Vorhaben jedoch schon in die Tat umgesetzt. Sie kommen zu spät.

## Produktion

### Produktionsnotizen
Die Dreharbeiten fanden in Vélizy-Villacoublay im Département Yvelines in Frankreich statt. Produziert wurde der Film von Sport-Film (S.à.r.l), Paris, vertrieben von Atlantis Films (in den USA), Les Films du Verseau und Ethos-Film (in Frankreich) und in der Bundesrepublik Deutschland von NWDF.
Der Soundtrack enthält den Titel Ma Mie, Musik von Laurent Herpin, Songtext von Jamblan, gespielt von Marie-José.
Nachdem Françoise Arnoul in der Filmkomödie Jugend von heute (Originaltitel Rendez-vous de Juillet) ihr Debüt in einer kleinen Rolle gegeben hatte, wurde sie in ihrem zweiten Film mit der Titelrolle der Perrucha betraut. In dieser Rolle gilt Arnoul als weltweit erste Filmschauspielerin von Rang, die in einem Unterwasserfilm mitgewirkt hat.

### Veröffentlichung
Premiere hatte der Film in Frankreich am 15. November 1949. In Schweden lief er unter dem Titel Unga spillror am 31. Juli 1950 an, in Mexiko unter dem Titel Tormentos del deseo am 18. Mai 1951 und in Dänemark unter dem Titel Vraggods am 20. Juni 1951. In der Bundesrepublik Deutschland kam er am 6. November 1952 unter dem Titel Perrucha, die Tochter der Nacht ins Kino, in Österreich im Januar 1953 unter dem Titel Tochter der Nacht.
Veröffentlicht wurde der Film zudem in Brasilien, Griechenland, Italien und in den Vereinigten Staaten, dort unter dem Titel Sin and Desire.

## Kritik
Der Filmdienst kam zu dem Schluss: „Einige gute Unterwasserszenen in einem trivialen Liebes- und Eifersuchtsdrama.“